# Lasse Dahlberg
Lasse Lars Erik Dahlberg, född 28 april 1944 i Forshem, Västergötland, är en svensk kompositör.

## Utbildning
Dahlberg studerade vid Katedralskolan i Skara, där han efter en kurs i dirigering blev ledare för skolans musikkör, Musikens vänner. Efter studentexamen inledde han studier i filosofi vid Stockholms universitet. I Stockholm kom han i kontakt med musiker som Björn Isfält och Björn J:son Lindh. Dahlberg blev medlem av Bachkören i Adolf Fredriks kyrka och radions ungdomskör. Han tog en musikpedagogisk examen och undervisade för att finansiera studierna. Han utvecklade sina färdigheter i flöjtspel och erhöll ett stipendium för tre års flöjtstudier i Paris. Studierna i Paris avbröts efter ett halvår och Dahlberg återvände till Stockholm för att bilda familj.

## Musikalisk gärning
På 1970-talet började han arrangera och skriva egen musik. Han arbetade speciellt mycket för barn-TV. Han har  skrivit musiken till adventskalendern Trolltider (tillsammans med Björn Isfält) och skapat den välbekanta vinjetten till Bolibompa, SVT:s barnprogram. För SVT har han gjort ett hundratal program med Staffan Westerberg. Dahlberg har också (i flera fall tillsammans med Björn Isfält) skrivit musiken till ett antal svenska långfilmer, som t.ex. Bröderna Lejonhjärta (1977), Kristoffers hus (1979), Gräset sjunger, (1981) och Ro, ro till Fiskeskär, (1992).  
Han har också komponerat flera barnmusikaler, till exempel Alban, popmuffa för små hundar. För Kungliga Operan har han dels komponerat musiken till familjeoperan Sagoprofessorn och till baletten Bland tomtar och troll. Till koreografen Ivo Cramér har Dahlberg skrivit de tre beställningsverken Pyramus och Tisbe, Ljus natt och Skärvor. Han har som musiker turnerat med bland annat Rikskonserter och flera musikstiftelser som Musik i Halland, Musik i Väst, Musik i Syd, Norrbottensmusiken m fl.
I samarbete med UR dokumenterade Lasse Dahlberg 1995 det västgötska idiomet med skivan Hôl i vägga tillsammans med Birgitta Andersson och Hans Kennemark.
Under 1990-talet skapade han tillsammans med hustrun Biggan Dahlberg KLIV-teatern i Lidköping. Där komponerade han musikaler som Romeo och Julia (1995), Canterbury Tales (1996), Trolltider (1997) och En midsommarnattsdröm (1999).

## Utmärkelser och stipendier
- SKAP-stipendiat 2006